# Семен Альтов
Семен Альтов (справжнє ім'я Семен Теодорович Альтшулер, рос. Семён Теодорович Альтшуллер; 17 січня 1945, Свердловськ, нині Єкатеринбург, РРФСР) — радянський і російський письменник-сатирик.

## Життєпис
Народився в Свердловську (нині Єкатеринбург), що на Уралі, куди під час німецько-радянської війни евакуювали його батьків. Після війни Любов Наумівна та Теодор Семенович повернулися до Ленінграда. Батько читав курс електротехніки в інституті кораблебудування, а мати працювала на архітектурній ниві. Сатирик згадує, що набір «Юний хімік» (подарунок на 8-річчя) багато в чому вплинув на вибір майбутньої професії.
Закінчив хімічний технікум, а 1968 року — Ленінградський технологічний інститут імені Ленради за спеціальністю хімік-лакофарбувальник. Працював за спеціальністю в Державному інституті мінеральних пігментів і на заводі ім. Шаумяна.

## Творчість
Твори Альтова виконувало чимало відомих гумористів, серед яких Геннадій Хазанов, Клара Новикова, Юхим Шифрін. Він був автором останнього спектаклю Аркадія Райкіна «Мир дому твоєму» (Мир дому твоему), поставленого в московському театрі «Сатирикон». Автор книг «Шанс», «Собачьи радости», «Набрать высоту», «224 избранные страницы». Брав участь у створенні комедійного серіалу «Недотепи».
1994 року став лауреатом міжнародного фестивалю сатири та гумору «Золотий Остап», отримавши позолочену статуетку після Сергія Довлатова та Михайла Жванецького.